# Rawhide Kid
El Rawhide Kid (nombre real: Johnny Bart, originalmente Johnny Clay) es un ficticio vaquero del Viejo Oeste que aparece en cómics estadounidenses publicados por Marvel Comics. Un heroico pistolero del oeste estadounidense del siglo XIX que era injustamente buscado como forajido, el Rawhide Kid es uno de los personajes western más prolíficos de Marvel. Tanto él como otros héroes wéstern de Marvel han aparecido en raras ocasiones en títulos contemporáneos como Los Vengadores o West Coast Avengers gracias al recurso narrativo de los viajes en el tiempo. En dos miniseries para adultos, en 2003 y 2010, se le representa como gay.

## Historial de publicaciones

### Atlas Comics
El Rawhide Kid debutó en la serie de 16 números Rawhide Kid (de marzo de 1955 a septiembre de 1957) publicado por Atlas Comics, editorial predecesor de Marvel en la década de 1950. El Rawhide Kid original era un vaquero rubio, cuyo nombre real nunca fue revelado y que usaba un látigo y era amigo del niño Randy.

### Marvel Comics
Después de una pausa, el escritor Stan Lee, el dibujante Jack Kirby y el entintador Dick Ayers reiniciaron Rawhide Kid para lo que para entonces era Marvel Comics. Continuando con la numeración de Atlas con el número 17 (agosto de 1960), el título ahora presentaba un rápido pistolero, diminuto pero lleno de confianza, de voz suave, constantemente subestimado por matones, canallas, forajidos, comadrejas, corruptos dueños de tabernas y otros arquetipos exprimidos a través del prisma de la imaginación anárquica de Lee y Kirby. Como en la acción agrandada y exuberantemente exagerada de la serie aún por venir ambientada en la Segunda Guerra Mundial, Sgt. Fury and His Howling Commandos, The Rawhide Kid se convirtió entonces en una farsa comédica y espontánea de acción enérgica, casi bufonesca, a través de ranchos ganaderos, abrevaderos para caballos, corrales, cañones y candelabros oscilantes. Estrictamente moral, el Kid, sin embargo, mostraba un jubiloso orgullo por su habilidad al disparar y sus habilidades acrobáticas de lucha, nunca buscando peleas, pero obligado constantemente a sorprender a zoquetes mucho más grandes que él.
A través de la continuidad retroactiva, fragmentos de la historia de los personajes de la historia de la época de Atlas Comics y de la historia de la Edad de plata se entrelazaron, de modo que el hijo sin nombre de los colonos de la familia Clay, huérfano por una incursión cheyene, fue criado por el ranger de Texas Ben Bart en un rancho cerca de Rawhide, Texas. El hermano mayor Frank Clay, capturado por nativos, finalmente escapó y se convirtió en apostador, mientras que el hermano mayor Joe Clay se convirtió en sheriff de la ciudad de Willow Flats. Ninguno de los dos hizo parte del elenco habitual de la serie y cada uno murió como invitado especial en diferentes números de la revista. Poco después del cumpleaños número 18 de Johnny, Ben Bart fue asesinado. Johnny, un pistolero casi sobrenaturalmente rápido y preciso, hirió a los asesinos y los dejó bajo custodia. Un malentendido posterior entre el Kid y un sheriff sobre un ladrón de ganado al que Kid hirió en defensa propia llevó a que el héroe viviera su vida como fugitivo.
El nombre completo del Rawhide Kid fue revelado en el número 60 en la columna de cartas como John Barton Clay. The Rawhide Kid finalizó su publicación en el número 151 (mayo de 1979).
The Rawhide Kid apareció más tarde como un personaje de mediana edad en una miniserie de cuatro números, The Rawhide Kid (vol. 2; agosto-noviembre de 1985), del escritor Bill Mantlo y el dibujante Herb Trimpe.

#### Década de 2000
The Rawhide Kid reapareció en la miniserie de cuatro números Blaze of Glory (febrero-marzo de 2000; publicada quincenalmente), del guionista John Ostrander y el dibujante argentino Leonardo Manco, y en una secuela de cuatro números de 2002, Apache Skies, del mismo equipo creativo.
En contraste con la apariencia del personaje representada anteriormente—un pulcro pelirrojo de pequeña estatura—, estas dos últimas series lo representaron con cabello oscuro hasta los hombros y vistiendo un atuendo ligeramente menos estilizado y más históricamente apropiado que su versión clásica.
El sello MAX de Marvel, dirigido a audiencias adultas, publicó quincenalmente una miniserie de cinco números, Rawhide Kid (vol. 3; abril-junio de 2003), titulada «Slap Leather». Aquí, el personaje fue representado como homosexual, con una buena parte del diálogo dedicada a insinuaciones en este sentido.
Una miniserie secuela, The Rawhide Kid (vol. 4; agosto-noviembre de 2010), presentada con un subtítulo en las portadas como Rawhide Kid: The Sensational Seven, mostraba al Kid y su grupo (compuesto por Kid Colt, Doc Holliday, Annie Oakley, Billy the Kid, Lobo Rojo y Dos Pistolas Kid) rastreando al villano Cristo Pike después de que Pike y su pandilla secuestran a Wyatt y Morgan Earp.

## Biografía ficticia
Johnny Clay nació en 1850 y quedó huérfano cuando era un bebé, adoptado por Ben Bart. En 1868 su «tío» fue asesinado y abandonó el rancho familiar. En 1869 se convirtió en hombre buscado. En 1870 luchó contra el Tótem Viviente. En 1872 capturó al Grizzly disfrazado con la ayuda de Dos Pistolas Kid. Se unió a Kid Colt (otro héroe western de Marvel) para derrotar a Iron Mask. En 1873 conoció a los Vengadores. En 1874 conoció a Doc Holliday. En 1875, ayudó a Pantera Negra con Kid Colt y el Dos Pistolas Kid. En 1876, Rawhide Kid, Kid Colt y Dos Pistolas Kid se enfrentaron a Red Raven, Iron Mask y Tótem Viviente con la ayuda de los Vengadores. En 1879 conoció al Apache Kid. Posteriormente, se convirtió en actor del Wild West Show de Buffalo Bill, donde permaneció hasta 1885. En 1897 tomó un suplente bajo su tutela.

## Otras versiones

### Marvel Zombies
Cuando un meteorito aterrizó en la Tierra-483, emitió radiación que resucitó el cadáver del Rawhide Kid y todos los cadáveres enterrados en el cementerio de Boot Hill adyacente como zombis «tipo Romero». El Rawhide Kid y los otros pistoleros reanimados invaden un pueblo cercano y son destruidos por Hurricane.

### Secret Wars
Durante la historia de Secret Wars, el Rawhide Kid aparece como un miembro del Thor Corps cuya jurisdicción es un dominio del Battleworld con temática del Salvaje Oeste llamado Valle de la Perdición. El Kid arrestó a la versión de Hank Pym de esa región por posesión ilegal de adamantium, lo que llevó a que Pym fuera desterrado al dominio infestado de Ultrón llamado Perfection.

## En otros medios
- El Rawhide Kid aparece en Lego Marvel Super Heroes 2.[20] En una misión adicional narrada por Gwenpool que tiene lugar en la sección del Viejo Oeste de Chronopolis, el Rawhide Kid y Lobo Rojo escuchan que su antiguo enemigo, el Totem Viviente, está de regreso en la ciudad montando un espectáculo de un solo extraterrestre en el salón local. Después de interrumpir el espectáculo de Living Totem, Rawhide Kid y Red Wolf descubren que Totem Viviente estaba recaudando dinero para construir una nave espacial para regresar a su planeta. Con todo lo que estaba sucediendo en Chronopolis, el Rawhide Kid y Lobo Rojo sugieren al Totem Viviente buscar a los Guardianes de la Galaxia y pedirles que lo lleven.

## Recepción
Comic Book Resources clasificó a la versión del Rawhide Kid de la serie de la década de 2000 como uno de los superhéroes que Marvel quiere que la gente olvide.